# Iglesia de Nuestra Señora de la Candelaria (Bailadores)
La Iglesia de Nuestra Señora de la Candelaria es un edificio religioso de la Iglesia católica localizado en la ciudad de Bailadores en el estado Mérida al oeste de Venezuela, y parte de la región andina de ese país sudamericano.
Empezó como una capilla dedicada a la virgen de la Candelaria en 1634, sufriendo daños en los temblores y/o terremotos de 1824, 1932 y 1894. La actual estructura data de 1936.